# Papuchka Vivanco
Papuchka Charles Vivanco (Estados Unidos, 7 de febrero de 1949) es un músico e ingeniero estadounidense.

## Biografía
Nació en 1949 en Estados Unidos, mientras sus tutores legales, Moisés Vivanco e Yma Súmac, trabajaban musicalmente en dicho país como agrupación artística. Creció entre instrumentos musicales e interpretaciones maravillosas de su familia, lo cual le inspiró a él que en 1964 se lanzara a hacer interpretaciones musicales en donde una de ellas fue publicada como lado B por el sello discográfico Triunfo. Tiene una hermana adoptiva por parte de la pareja Vivanco Súmac y una par de medios hermanas gemelas menores por parte de Vivanco. Actualmente vive en Europa.

## Carrera musical
De niño tocaba los bongós y algunos otros instrumentos que encontraba en su casa pertenecientes de su padre Moisés Vivanco.
En el año de 1964 se publica single bajo el sello Triunfo en el cual se encuentran dos canciones: El lado A contenía la canción Carnavalito de Los Incas Modernos y en el lado B la canción I want to hold your hand, canción original de The Beatles interpretada por Papuchka Vivanco. 

## Carrera universitaria
Durante la década 1970, Papuchka estudió Ingeniería Atómica en la Universidad de Madrid.

## Discografía
- I want to hold your hand[5] (Triunfo, 1964)